# Feliks Kozłowski
Feliks Kozłowski (ur. 22 czerwca 1803 w Lechlinie, zm. 13/14 lipca 1872 w Gnieźnie) – polski publicysta i filozof katolicki.

## Życiorys
Studiował w Warszawie, Heidelbergu i Fryburgu Bryzgowijskim, w latach 1844–1859 pełnił funkcje bibliotekarza Uniwersytetu Fryburskiego. W 1859 powrócił w rodzinne Poznańskie i został duchownym.
Zwalczał koncepcję Bronisława Trentowskiego. W rozprawach i artykułach skierowanych przeciwko Trentowskiemu zarzucał mu propagowanie poglądów niezgodnych z religią objawioną i zgubnych dla narodu polskiego, w szczególności głoszenie panteizmu, przypisywanie rozumowi ludzkiemu "bezpośredniej samodzielności" połączoną z pogardą dla tradycji.
Główne dzieło Kozłowskiego to: Początki filozofii chrześcijańskiej włącznie z krytyką filozofii Bronisława Ferd. Trentowskiego, zawiera m.in. obszerny wykład historii filozofii oraz przeprowadzoną ze stanowiska katolickiego krytykę idealistyczną filozofii niemieckiej. Zmarł dotknięty paraliżem.

## Źródło
- Filozofia w Polsce Słownik Pisarzy, Wrocław-Warszawa-Kraków-Gdańsk, 1971, str. 191–192.